# Australian Open 2015
L'Australian Open 2015 è stato un torneo di tennis che si è disputato su venticinque campi in cemento plexicushion del complesso di Melbourne Park, a Melbourne in Australia, fra il 19 gennaio e il 1º febbraio 2015. È stata la 103ª edizione dell'Australian Open. L'evento è stato organizzato dalla International Tennis Federation, e faceva parte dell'ATP World Tour 2015 e del WTA Tour 2015, nell'ambito della categoria Grande Slam. Sono stati messi in palio anche i titoli per gli under 18 ragazzi e ragazze, il doppio misto e il tennis in carrozzina.

## Qualificazioni e sorteggio
Le qualificazioni si sono svolte fra l'14 e l'17 gennaio. Si sono qualificati 16 giocatori per il tabellone maschile e 12 giocatrici per quello femminile.
- Per il singolare maschile: Tim Pütz,  Jürgen Melzer,  Elias Ymer,  Tim Smyczek,  Matthias Bachinger,  Jan Hernych,  Aljaž Bedene,  Wang Yeu-tzuoo,  Michael Russell,  Ruben Bemelmans,  Marius Copil,  Kyle Edmund,  Aleksandr Kudrjavcev,  Illja Marčenko,  Yuki Bhambri,  Laurent Lokoli.
- Per il singolare femminile: Denisa Allertová,  Stéphanie Foretz,  Renata Voráčová,  Tatjana Maria,  Aleksandra Panova,  Lucie Hradecká,  Ons Jabeur,  Urszula Radwańska,  Richèl Hogenkamp,  Evgenija Rodina,  Anna Tatišvili,  Petra Martić.

Le wildcard sono state assegnate a:
- Per il singolare maschile:  James Duckworth,  Thanasi Kokkinakis,  Denis Kudla,  John Millman,  Lucas Pouille,  Luke Saville,  Jordan Thompson,  Zhang Ze.
- Per il singolare femminile:  Chang Kai-chen,  Océane Dodin,  Irina Falconi Dar'ja Gavrilova,  Arina Rodionova,  Olivia Rogowska,  Storm Sanders,  Duan Yingying.
- Per il doppio maschile:  Lee Hsin-han /  Zhang Ze,  Alex Bolt /  Andrew Whittington,  James Duckworth /  Luke Saville,  Matthew Ebden /  Matt Reid,  Omar Jasika /  John-Patrick Smith,  Thanasi Kokkinakis /  Nick Kyrgios,  John Millman /  Benjamin Mitchell.
- Per il doppio femminile:  Yang Zhaoxuan /  Ye Qiuyu,  Monique Adamczak /  Olivia Rogowska,  Naiktha Bains /  Sara Tomic,  Kimberly Birrell /  Priscilla Hon,  Dar'ja Gavrilova /  Storm Sanders,  Maddison Inglis /  Alexandra Nancarrow,  Jessica Moore (tennista) /  Abbie Myers.
- Per il doppio misto:  Samuel Thompson /  Masa Jovanovic

## Tennisti partecipanti ai singolari

### Singolare maschile
- Singolare maschile

| Campione                  | Campione                 | Finalista                  | Finalista                  |
| ------------------------- | ------------------------ | -------------------------- | -------------------------- |
| Novak Đoković [1]         | Novak Đoković [1]        | Andy Murray [6]            | Andy Murray [6]            |
| Semifinalisti             |                          |                            |                            |
| Tomáš Berdych [7]         | Tomáš Berdych [7]        | Stan Wawrinka [4]          | Stan Wawrinka [4]          |
| Eliminati ai quarti       |                          |                            |                            |
| Milos Raonic [8]          | Kei Nishikori [5]        | Rafael Nadal [3]           | Nick Kyrgios               |
| Eliminati agli ottavi     |                          |                            |                            |
| Gilles Müller             | Feliciano López [12]     | Guillermo García López     | David Ferrer [9]           |
| Bernard Tomić             | Kevin Anderson (14)      | Grigor Dimitrov (10)       | Andreas Seppi              |
| Eliminati al 3º turno     |                          |                            |                            |
| Fernando Verdasco (31)    | John Isner (19)          | Jerzy Janowicz             | Benjamin Becker            |
| Jarkko Nieminen           | Vasek Pospisil           | Gilles Simon (18)          | Steve Johnson              |
| Viktor Troicki            | Samuel Groth             | Richard Gasquet (24)       | Dudi Sela                  |
| João Sousa                | Marcos Baghdatis         | Malek Jaziri               | Roger Federer (2)          |
| Eliminati al 2º turno     |                          |                            |                            |
| Andrej Kuznecov           | Gō Soeda                 | Andreas Haider-Maurer      | Roberto Bautista Agut (13) |
| Adrian Mannarino          | Gaël Monfils (17)        | Lleyton Hewitt             | Donald Young               |
| Marius Copil (Q)          | Matthias Bachinger (Q)   | Paolo Lorenzi              | Alejandro González         |
| Sergyi Stakhovski         | Marcel Granollers        | Santiago Giraldo (30)      | Ivan Dodig                 |
| Jürgen Melzer (Q)         | Leonardo Mayer (26)      | Philipp Kohlschreiber (22) | Thanasi Kokkinakis (WC)    |
| Ričardas Berankis         | James Duckworth (WC)     | Lukáš Rosol (28)           | Tim Smyczek (Q)            |
| Marinko Matosevic         | Martin Kližan (32)       | David Goffin (20)          | Lukáš Lacko                |
| Édouard Roger-Vasselin    | Ivo Karlović (23)        | Jérémy Chardy (29)         | Simone Bolelli             |
| Eliminati al 1º turno     |                          |                            |                            |
| Aljaž Bedene (Q)          | Albert Ramos Viñolas     | Elias Ymer (Q)             | James Ward                 |
| Wang Yeu-tzuoo (Q)        | Laurent Lokoli (Q)       | Pablo Carreño Busta        | Dominic Thiem              |
| Denis Kudla (WC)          | Blaž Rola                | Hiroki Moriya (LL)         | Lucas Pouille (WC)         |
| Julien Benneteau (27)     | Zhang Ze (WC)            | Tim Pütz (Q)               | Illja Marčenko (Q)         |
| Marsel İlhan              | Pablo Andújar            | Andrej Golubev             | Pablo Cuevas (27)          |
| Aleksandr Dolhopolov (21) | Sam Querrey              | Peter Gojowczyk            | Fabio Fognini (16)         |
| Thomaz Bellucci           | Dušan Lajović            | Stéphane Robert            | Robin Haase                |
| Jan Hernych (Q)           | Kyle Edmund (Q)          | João Souza                 | Nicolás Almagro            |
| Alejandro Falla           | Víctor Estrella Burgos   | Jiří Veselý                | John Millman (WC)          |
| Paul-Henri Mathieu        | Tobias Kamke             | Filip Krajinović           | Ernests Gulbis (11)        |
| Diego Schwartzman         | Igor Sijsling            | Blaž Kavčič                | Carlos Berlocq             |
| Kenny De Schepper         | Jan-Lennard Struff       | Luke Saville (WC)          | Michail Južnyj             |
| Yuki Bhambri (Q)          | Aleksandr Kudrjavcev (Q) | Jordan Thompson (WC)       | Tatsuma Itō                |
| Michael Russell (Q)       | Tejmuraz Gabašvili       | Máximo González            | Dustin Brown               |
| Tommy Robredo (15)        | Michail Kukuškin         | Federico Delbonis          | Ruben Bemelmans (Q)        |
| Borna Ćorić               | Denis Istomin            | Juan Mónaco                | Lu Yen-hsun                |

### Singolare femminile
- Singolare femminile

| Campionessa               | Campionessa            | Finalista               | Finalista                       |
| ------------------------- | ---------------------- | ----------------------- | ------------------------------- |
| Serena Williams [1]       | Serena Williams [1]    | Marija Šarapova [2]     | Marija Šarapova [2]             |
| Semifinaliste             |                        |                         |                                 |
| Madison Keys              | Madison Keys           | Ekaterina Makarova [10] | Ekaterina Makarova [10]         |
| Eliminate ai quarti       |                        |                         |                                 |
| Dominika Cibulková [11]   | Venus Williams [18]    | Simona Halep [3]        | Eugenie Bouchard [7]            |
| Eliminate agli ottavi     |                        |                         |                                 |
| Garbiñe Muguruza [24]     | Viktoryja Azaranka     | Madison Brengle         | Agnieszka Radwańska [6]         |
| Julia Görges              | Yanina Wickmayer       | Irina-Camelia Begu      | Peng Shuai [21]                 |
| Eliminate al 3º turno     |                        |                         |                                 |
| Elina Svitolina [26]      | Timea Bacsinszky       | Alizé Cornet [19]       | Barbora Záhlavová-Strýcová [25] |
| Petra Kvitová [4]         | Coco Vandeweghe        | Camila Giorgi           | Varvara Lepchenko [30]          |
| Lucie Hradecká [Q]        | Karolína Plíšková [22] | Sara Errani [14]        | Bethanie Mattek-Sands [PR]      |
| Caroline Garcia           | Carina Witthöft        | Jaroslava Švedova       | Zarina Dijas [31]               |
| Eliminate al 2º turno     |                        |                         |                                 |
| Vera Zvonarëva [PR]       | Nicole Gibbs           | Daniela Hantuchová      | Anna Tatišvili                  |
| Cvetana Pironkova         | Denisa Allertová [Q]   | Chang Kai-chen [WC]     | Caroline Wozniacki [8]          |
| Mona Barthel              | Casey Dellacqua [29]   | Samantha Stosur [20]    | Irina Falconi [WC]              |
| Tereza Smitková           | Lauren Davis           | Ajla Tomljanović        | Johanna Larsson                 |
| Polona Hercog             | Klára Koukalová        | Océane Dodin [WC]       | Roberta Vinci                   |
| Sílvia Soler Espinosa     | Lara Arruabarrena      | Kristina Mladenovic     | Jarmila Gajdošová               |
| Kiki Bertens              | Stefanie Vögele        | Christina McHale        | Kateřina Siniaková              |
| Mónica Puig               | Magdaléna Rybáriková   | Anna Schmiedlová        | Aleksandra Panova [Q]           |
| Eliminate al 1º turno     |                        |                         |                                 |
| Alison Van Uytvanck       | Ons Jabeur [Q]         | Olivia Rogowska [WC]    | Yulia Putintseva [LL]           |
| Marina Eraković           | Zheng Saisai           | Kimiko Date-Krumm       | Jelena Janković [15]            |
| Kirsten Flipkens          | Heather Watson         | Romina Oprandi [PR]     | Suai Zhang                      |
| Tímea Babos               | Zheng Jie              | Sloane Stephens         | Taylor Townsend                 |
| Richèl Hogenkamp [Q]      | Donna Vekić            | Lesja Curenko           | Yvonne Meusburger               |
| Monica Niculescu          | Francesca Schiavone    | Kaia Kanepi             | Andrea Petković [13]            |
| Flavia Pennetta [12]      | Mirjana Lučić-Baroni   | Aleksandra Krunić       | María Teresa Torró Flor         |
| Vitalija D'jačenko        | Shelby Rogers          | Alla Kudrjavceva        | Kurumi Nara                     |
| Ana Ivanović [5]          | Wang Qiang             | Storm Sanders [WC]      | Belinda Bencic [32]             |
| Evgenija Rodina [Q]       | Alison Riske           | Bojana Jovanovski       | An-Sophie Mestach               |
| Grace Min                 | Annika Beck            | Renata Voráčová [Q]     | Anastasija Pavljučenkova [23]   |
| Sabine Lisicki [28]       | Duan Yingying [WC]     | Alexandra Dulgheru      | Karin Knapp                     |
| Anna-Lena Friedsam        | Dar'ja Gavrilova [WC]  | Pauline Parmentier      | Svetlana Kuznecova [27]         |
| Carla Suárez Navarro [17] | Stéphanie Foretz [Q]   | Elena Vesnina           | Angelique Kerber [9]            |
| Lucie Šafářová            | Arina Rodionova [WC]   | Ana Konjuh              | Tatjana Maria [Q]               |
| Urszula Radwańska [Q]     | Chanelle Scheepers     | Sorana Cîrstea          | Petra Martić [Q]                |

## Senior

### Singolare maschile
Novak Đoković ha battuto  Andy Murray con il punteggio di 7–6(5), 6(4)–7, 6–3, 6–0.
- È l'ottavo titolo dello Slam per Djokovic, il quinto in Australia.

### Singolare femminile
Serena Williams ha battuto  Marija Šarapova con il punteggio di 6–3, 7–6(5).
- È il diciannovesimo titolo dello Slam per la Williams, il sesto in Australia.

### Doppio maschile
Simone Bolelli /  Fabio Fognini hanno battuto  Pierre-Hugues Herbert /  Nicolas Mahut con il punteggio di 6–4, 6–4.
- Per la coppia è il primo titolo dello Slam in carriera.

### Doppio femminile
Bethanie Mattek-Sands /  Lucie Šafářová hanno battuto  Chan Yung-jan /  Zheng Jie con il punteggio di 6–4, 7–6(5).
- Per la coppia è il primo titolo dello Slam in carriera.

### Doppio misto
Martina Hingis /  Leander Paes hanno battuto  Kristina Mladenovic /  Daniel Nestor con il punteggio di 6–4, 6–3.

## Junior

### Singolare ragazzi
Roman Safiullin ha battuto in finale  Hong Seong-chan con il punteggio di 7–5, 7–6(2).

### Singolare ragazze
Tereza Mihalíková ha battuto in finale  Katie Swan con il punteggio di 6–1, 6–4.

### Doppio ragazzi
Jake Delaney /  Marc Polmans hanno battuto in finale  Hubert Hurkacz /  Alex Molčan con il punteggio di 0–6, 6–2, [10–8].

### Doppio ragazze
Miriam Kolodziejová /  Markéta Vondroušová hanno battuto in finale  Katharina Hobgarski /  Greet Minnen con il punteggio di 7–5, 6–4.

## Tennisti in carrozzina

### Singolare maschile carrozzina
Shingo Kunieda ha battuto in finale  Stéphane Houdet, con il punteggio di 6–2, 6–2.

### Singolare femminile carrozzina
Jiske Griffioen ha battuto in finale  Yui Kamiji, con il punteggio di 6–3, 7–5.

### Quad singolare
Dylan Alcott ha battuto in finale  David Wagner con il punteggio di 6–2, 6–3.

### Doppio maschile carrozzina
Stéphane Houdet /  Shingo Kunieda hanno battuto in finale  Gustavo Fernández /  Gordon Reid con il punteggio di 6–2, 6–1.

### Doppio femminile carrozzina
Yui Kamiji /  Jordanne Whiley hanno battuto in finale  Jiske Griffioen /  Aniek van Koot con il punteggio di 4–6, 6–4, 7–5.

### Quad doppio
Andrew Lapthorne /  David Wagner hanno battuto in finale  Dylan Alcott /  Lucas Sithole con il punteggio di 6–0, 3–6, 6–2.

## Leggende

### Doppio leggende maschile
Torneo non terminato

### Doppio leggende femminile
Marion Bartoli /  Martina Navrátilová hanno battuto in finale  Lindsay Davenport /  Rennae Stubbs 1-4, 4-3(3), 4-2.

## Teste di serie nel singolare
La seguente tabella illustra le teste di serie dei tornei di singolare, assegnate in base al ranking del 12 gennaio 2015, i giocatori che non hanno partecipato per infortunio, quelli che sono stati eliminati, e i loro punteggi nelle classifiche ATP e WTA al 19 gennaio 2015 e al 2 febbraio 2015. In corsivo i punteggi provvisori.
| Legenda colori             |
| Vincitore                  |
| Finalista                  |
| Semifinalista              |
| Quarti di finale           |
| Eliminati a 1T, 2T, 3T, 4T |
| Non partecipa              |

### Singolare maschile
| Testa di serie | Ranking | Giocatore             | Punti  | Punti da difendere | Punti conquistati | Nuovo punteggio | Situazione                                 |
| -------------- | ------- | --------------------- | ------ | ------------------ | ----------------- | --------------- | ------------------------------------------ |
| 1              | 1       | Novak Đoković         | 11,405 | 360                | 2,000             | 13,045          | Vittoria in finale contro Andy Murray (6)  |
| 2              | 2       | Roger Federer         | 9,875  | 720                | 90                | 9,245           | Eliminato al 3T da Andreas Seppi           |
| 3              | 3       | Rafael Nadal          | 6,585  | 1,200              | 360               | 5,745           | Eliminato ai QF da Tomáš Berdych (7)       |
| 4              | 4       | Stan Wawrinka         | 5,370  | 2,000              | 720               | 4,090           | Eliminato in SF da Novak Đoković (1)       |
| 5              | 5       | Kei Nishikori         | 5,025  | 180                | 360               | 5,205           | Eliminato ai QF da Stan Wawrinka (4)       |
| 6              | 6       | Andy Murray           | 4,675  | 360                | 1,200             | 5,515           | Sconfitta in finale da Novak Đoković (1)   |
| 7              | 7       | Tomáš Berdych         | 4,660  | 720                | 720               | 4,660           | Eliminato in SF da Andy Murray (6)         |
| 8              | 8       | Milos Raonic          | 4,575  | 90                 | 360               | 4,845           | Eliminato ai QF da Novak Đoković (1)       |
| N/A            | 9       | Marin Čilić           | 4,150  | 45                 | 0                 | 4,105           | Infortunio alla spalla                     |
| 9              | 10      | David Ferrer          | 4,145  | 360                | 180               | 3,965           | Eliminato al 4T da Kei Nishikori (5)       |
| 10             | 11      | Grigor Dimitrov       | 3,645  | 360                | 180               | 3,465           | Eliminato al 4T da Andy Murray (6)         |
| N/A            | 12      | Jo-Wilfried Tsonga    | 2,740  | 180                | 0                 | 2,560           | Infiammazione al polso                     |
| 11             | 13      | Ernests Gulbis        | 2,455  | 45                 | 10                | 2,420           | Eliminato al 1T da Thanasi Kokkinakis [WC] |
| 12             | 14      | Feliciano López       | 2,130  | 90                 | 180               | 2,220           | Eliminato al 4T da Milos Raonic (8)        |
| 13             | 16      | Roberto Bautista Agut | 2,110  | 180                | 45                | 1,975           | Eliminato al 2T da Gilles Müller           |
| 14             | 15      | Kevin Anderson        | 2,125  | 180                | 180               | 2,125           | Eliminato al 4T da Rafael Nadal (3)        |
| 15             | 17      | Tommy Robredo         | 2,015  | 180                | 10                | 1,845           | Eliminato al 1T da Édouard Roger-Vasselin  |
| 16             | 18      | Fabio Fognini         | 1,790  | 180                | 10                | 1,620           | Eliminato al 1T da Alejandro González      |
| 17             | 19      | Gaël Monfils          | 1,770  | 90                 | 45                | 1,725           | Eliminato al 2T da Jerzy Janowicz          |
| 18             | 20      | Gilles Simon          | 1,730  | 90                 | 90                | 1,730           | Eliminato al 3T da David Ferrer (9)        |
| 19             | 21      | John Isner            | 1,685  | 10                 | 90                | 1,765           | Eliminato al 3T da Gilles Müller           |
| 20             | 22      | David Goffin          | 1,669  | 0                  | 45                | 1,714           | Eliminato al 2T da Marcos Baghdatis        |
| 21             | 23      | Aleksandr Dolhopolov  | 1,455  | 45                 | 10                | 1,420           | Eliminato al 1T da Paolo Lorenzi           |
| 22             | 24      | Philipp Kohlschreiber | 1,415  | 0                  | 45                | 1,460           | Eliminato al 2T da Bernard Tomić           |
| 23             | 27      | Ivo Karlović          | 1,365  | 10                 | 45                | 1,400           | Eliminato al 2T da Nick Kyrgios            |
| 24             | 28      | Richard Gasquet       | 1,350  | 90                 | 90                | 1,350           | Eliminato al 3T da Kevin Anderson (14)     |
| 25             | 25      | Julien Benneteau      | 1,390  | 45                 | 10                | 1,355           | Eliminato al 1T da Benjamin Becker         |
| 26             | 26      | Leonardo Mayer        | 1,389  | 45                 | 45                | 1,364           | Eliminato al 2T da Viktor Troicki          |
| 27             | 29      | Pablo Cuevas          | 1,227  | 0                  | 10                | 1,237           | Eliminato al 1T da Matthias Bachinger [Q]  |
| 28             | 30      | Lukáš Rosol           | 1,210  | 10                 | 45                | 1,245           | Eliminato al 2T da Dudi Sela               |
| 29             | 31      | Jérémy Chardy         | 1,195  | 90                 | 45                | 1,150           | Eliminato al 2T da Andreas Seppi           |
| 30             | 32      | Santiago Giraldo      | 1,175  | 10                 | 45                | 1,210           | Eliminato al 2T da Steve Johnson           |
| 31             | 33      | Fernando Verdasco     | 1,135  | 45                 | 90                | 1,180           | Eliminato al 3T da Novak Đoković (1)       |
| 32             | 34      | Martin Kližan         | 1,133  | 106                | 45                | 1,072           | Eliminato al 2T da João Sousa              |
| N/A            | 53      | Nick Kyrgios          | 803    | 45                 | 360               | 1,118           | Eliminato ai QF da Andy Murray (6)         |

### Singolare femminile
| Testa di serie | Ranking | Giocatrice                 | Punti | Punti da difendere | Punti conquistati | Nuovo punteggio | Situazione                                    |
| -------------- | ------- | -------------------------- | ----- | ------------------ | ----------------- | --------------- | --------------------------------------------- |
| 1              | 1       | Serena Williams            | 8,016 | 240                | 2,000             | 9,776           | Vittoria in finale contro Marija Šarapova (2) |
| 2              | 2       | Marija Šarapova            | 7,335 | 240                | 1300              | 8,395           | Sconfitta in finale da Serena Williams (1)    |
| 3              | 3       | Simona Halep               | 6,571 | 430                | 430               | 6,571           | Eliminata ai QF da Ekaterina Makarova (10)    |
| 4              | 4       | Petra Kvitová              | 6,360 | 10                 | 130               | 6,480           | Eliminata al 3T da Madison Keys               |
| 5              | 5       | Ana Ivanović               | 4,845 | 430                | 10                | 4,425           | Eliminata al 1T da Lucie Hradecká (Q)         |
| 6              | 6       | Agnieszka Radwańska        | 4,810 | 780                | 240               | 4,270           | Eliminata al 4T da Venus Williams (18)        |
| 7              | 7       | Eugenie Bouchard           | 4,715 | 780                | 430               | 4,365           | Eliminata ai QF da Marija Šarapova (2)        |
| 8              | 8       | Caroline Wozniacki         | 4,625 | 130                | 70                | 4,565           | Eliminata al 2T da Viktoryja Azaranka         |
| 9              | 9       | Angelique Kerber           | 3,360 | 240                | 10                | 3,130           | Eliminata al 1T da Irina-Camelia Begu         |
| 10             | 11      | Ekaterina Makarova         | 2,970 | 240                | 780               | 3,510           | Eliminata in SF da Marija Šarapova (2)        |
| 11             | 10      | Dominika Cibulková         | 3,007 | 1,300              | 430               | 2,137           | Eliminata ai QF da Serena Williams (1)        |
| 12             | 12      | Flavia Pennetta            | 2,861 | 430                | 10                | 2,441           | Eliminata al 1T da Camila Giorgi              |
| 13             | 13      | Andrea Petković            | 2,780 | 10                 | 10                | 2,780           | Eliminata al 1T da Madison Brengle            |
| 14             | 14      | Sara Errani                | 2,735 | 10                 | 130               | 2,855           | Eliminata al 3T da Yanina Wickmayer           |
| 15             | 15      | Jelena Janković            | 2,590 | 240                | 10                | 2,360           | Eliminata al 1T da Timea Bacsinszky           |
| 16             | 16      | Lucie Šafářová             | 2,545 | 130                | 10                | 2,425           | Eliminata al 1T da Jaroslava Švedova          |
| 17             | 17      | Carla Suárez Navarro       | 2,415 | 130                | 10                | 2,295           | Eliminata al 1T da Carina Witthöft            |
| 18             | 18      | Venus Williams             | 2,370 | 10                 | 430               | 2,790           | Eliminata ai QF da Madison Keys               |
| 19             | 19      | Alizé Cornet               | 2,255 | 130                | 130               | 2,255           | Eliminata al 3T da Dominika Cibulková (11)    |
| 20             | 21      | Samantha Stosur            | 1,895 | 130                | 70                | 1,835           | Eliminata al 3T da Coco Vandeweghe            |
| 21             | 22      | Peng Shuai                 | 1,880 | 10                 | 240               | 2,110           | Eliminata al 4T da Marija Šarapova (2)        |
| 22             | 20      | Karolína Plíšková          | 2,075 | 70                 | 130               | 2,135           | Eliminata al 3T da Ekaterina Makarova [11]    |
| 23             | 25      | Anastasija Pavljučenkova   | 1,820 | 130                | 10                | 1,700           | Eliminata al 1T da Yanina Wickmayer           |
| 24             | 24      | Garbiñe Muguruza           | 1,845 | 240                | 240               | 1,845           | Eliminata al 4T da Serena Williams (1)        |
| 25             | 23      | Barbora Záhlavová-Strýcová | 1,870 | 70                 | 130               | 1,930           | Eliminata al 3T da Viktoryja Azaranka         |
| 26             | 26      | Elina Svitolina            | 1,780 | 130                | 130               | 1,780           | Eliminata al 3T da Serena Williams (1)        |
| 27             | 27      | Svetlana Kuznecova         | 1,730 | 10                 | 10                | 1,730           | Eliminata al 1T da Caroline Garcia            |
| 28             | 28      | Sabine Lisicki             | 1,681 | 70                 | 10                | 1,621           | Eliminata al 1T da Kristina Mladenovic        |
| 29             | 29      | Casey Dellacqua            | 1,542 | 240                | 70                | 1,372           | Eliminata al 2T da Madison Keys               |
| 30             | 30      | Varvara Lepchenko          | 1,480 | 70                 | 130               | 1,540           | Eliminata al 3T da Agnieszka Radwańska (6)    |
| 31             | 31      | Zarina Dijas               | 1,460 | 170                | 130               | 1,400           | Eliminata al 3T da Marija Šarapova [2]        |
| 32             | 34      | Belinda Bencic             | 1,391 | 110                | 10                | 1,291           | Eliminata al 1T da Julia Görges               |
| N/A            | 35      | Madison Keys               | 1,390 | 70                 | 780               | 2,100           | Eliminata in SF da Serena Williams [1]        |

## Punti
| Torneo    | Torneo    | V     | F     | SF  | QF  | 4T  | 3T  | 2T | 1T | Q  | Q3 | Q2 | Q1 |
| Singolare | Maschile  | 2.000 | 1.200 | 720 | 360 | 180 | 90  | 45 | 10 | 25 | 16 | 8  | 0  |
| Singolare | Femminile | 2.000 | 1.300 | 780 | 430 | 240 | 130 | 70 | 10 | 40 | 30 | 20 | 2  |
| Doppio    | Maschile  | 2.000 | 1.200 | 720 | 360 | 180 | 90  | 0  | –  | –  | –  | –  | –  |
| Doppio    | Femminile | 2.000 | 1.300 | 780 | 430 | 240 | 130 | 10 | –  | –  | –  | –  | –  |

## Montepremi
Il montepremi complessivo è cresciuto a 40.000.000 A$.
| Torneo    | V         | F         | SF      | QF      | 4T      | 3T     | 2T     | 1T     | Q | Q3     | Q2    | Q1    |
| Singolare | 3.100.000 | 1.550.000 | 650.000 | 340.000 | 175.000 | 97.000 | 60.000 | 34.500 | – | 16.000 | 8.000 | 4.000 |
| Doppio    | 575.000   | 285.000   | 142.500 | 71.000  | 39.000  | 23.000 | 14.800 | –      | – | –      | –     | –     |
| Misto     | 142.500   | 71.500    | 35.600  | 16.300  | 8.200   | 4.000  | –      | –      | – | –      | –     | –     |